# Эрнст Баварский
Эрнст Баварский (нем. Ernst von Bayern; 17 декабря 1554, Мюнхен — 17 февраля 1612, Арнсберг) — принц династии Виттельсбахов, третий сын герцога Баварии Альбрехта V, курфюрст-архиепископ Кёльна (с 1583 года), князь-епископ Фрайзингский (с 1566 года), Хильдесхаймский (с 1573 года), Льежский (с 1581 года) и Мюнстерский (с 1585 года), князь-аббат Ставело-Мальмеди (с 1581 года).

## Биография
С самого своего рождения Эрнст, младший сын герцога, был предназначен для духовной карьеры, к которой в дальнейшем не проявил особого интереса. Виттельсбахи стремились расширить своё влияние, а также сохранить и даже усилить католическое присутствие в управлении империей. Благодаря усилиям его отца, герцога Альбрехта V, Эрнст в возрасте 11 лет получил Фрайзингское княжество-епископство. Хильдесхайм, окружённый сильными соседями-протестантами и сильно уменьшившийся к тому моменту в результате постоянных войн, отлично отвечал поставленным целям. В 1573 году хильдесхаймский капитул решил избрать 18-летнего Эрнста новым епископом и тем самым связать себя с сильной католической династией.
Однако главной целью герцога Альбрехта была должность курфюрста-архиепископа Кёльнского, которую Эрнст получил уже после смерти отца. В 1577 году на выборах преемника Салентина фон Изенбург, архиепископа Кёльнского, Эрнст смог заручиться поддержкой императора и папы, но, несмотря на это, проиграл своему конкуренту Гебхарду фон Вальдбург.
В том же году Эрнст был назначен князем-епископом Льежа. Вскоре после избрания он также был назначен князем-аббатом имперского аббатства Стабло-Мальмеди.

### Архиепископ Кёльнский
19 декабря 1582 Гебхард фон Вальдбург, архиепископ Кёльнский, издал декрет о переходе в кальвинизм и секуляризации курфюршества, а в начале 1583 году женился на давней своей любовнице Агнессе фон Мансфельд. Этот поступок Гебхарда пошатнул шаткий баланс между католиками и протестантами, установленные Аугсбургским миром, ослабив католическую сторону. В самом Кёльне мнения также разделились, некоторые каноники поддержали решение Гебхарда, в то время как большинство выступило против, видя в этом нарушение Аугсбургского мира. В конце января был созван ландтаг, на котором осудили декрет Гебхарда. Папа и император свергли Гебхарда, отлучив его от церкви, и избрали на его место Эрнста. 23 мая 1583 года кёльнские каноники избрали Эрнста новым архиепископом, отдав 20 голосов «за» и 4 голоса — «против». После голосования трое каноников были признаны протестантами и смещены со своих должностей. На голосовании присутствовали представители папы, императора и Испании.
В результате началась Кёльнская война между католиками и протестантами. 3—8 марта 1586 года Эрнст Баварский одержал победу в битве при Верле.

## Политика
В своей политике Эрнст полностью занимал сторону императора и Испании. В вопросах, касающихся внутренних дел империи, он всегда поддерживал католиков.
Как отмечают исследователи, «в Эрнсте не было ничего духовного, кроме титула», однако, будучи членом дома Виттельсбахов, он оставался последовательным сторонником католицизма и проводил в пределах своих княжеств политику преследования протестантов и оказывал помощь деятельности ордена иезуитов в Вестфалии. Иезуиты расселились в Эммерихе-ам-Райн, Бонне, Нойсе, Ахене, Хильдесхайме и Мюнстере, где даже получили в свое управление соборную школу. Эрнст также пригласил капуцинов на свои территории. Он поддерживал открытие новых семинарий. В 1584 году в Кёльне открылась папская нунциатура, ставшая одним из двигателей контрреформации на Рейне.
В 1603 году состоялся съезд раввинов во Франкфурте. Эрнст, надеясь разграбить еврейские общины в своих землях и таким образом поправить своё финансовое положение, назвал съезд раввинским сговором и запугал императора, который толерантно относился к съезду, тем, что евреи смогут объединить свои сбережения и нанять сильную армию, чтобы отделиться от империи и навредить христианам. Император Рудольф II запретил съезд, пригрозив евреям потерей всех их привилегий, а также физической расправой над всеми, кто примет в съезде участие.
После проведения съезда император инициировал расследование, назначив Эрнста и архиепископа Майнца следователями. Расследование длилось несколько лет. Эрнст получил треть штрафных денег, выплаченных евреями. Несмотря на долгое разбирательство, в результате комиссия не смогла доказать наличие заговора и обязала еврейскую общину Франкфурта покрыть все расходы следствия.

## Характер и частная жизнь

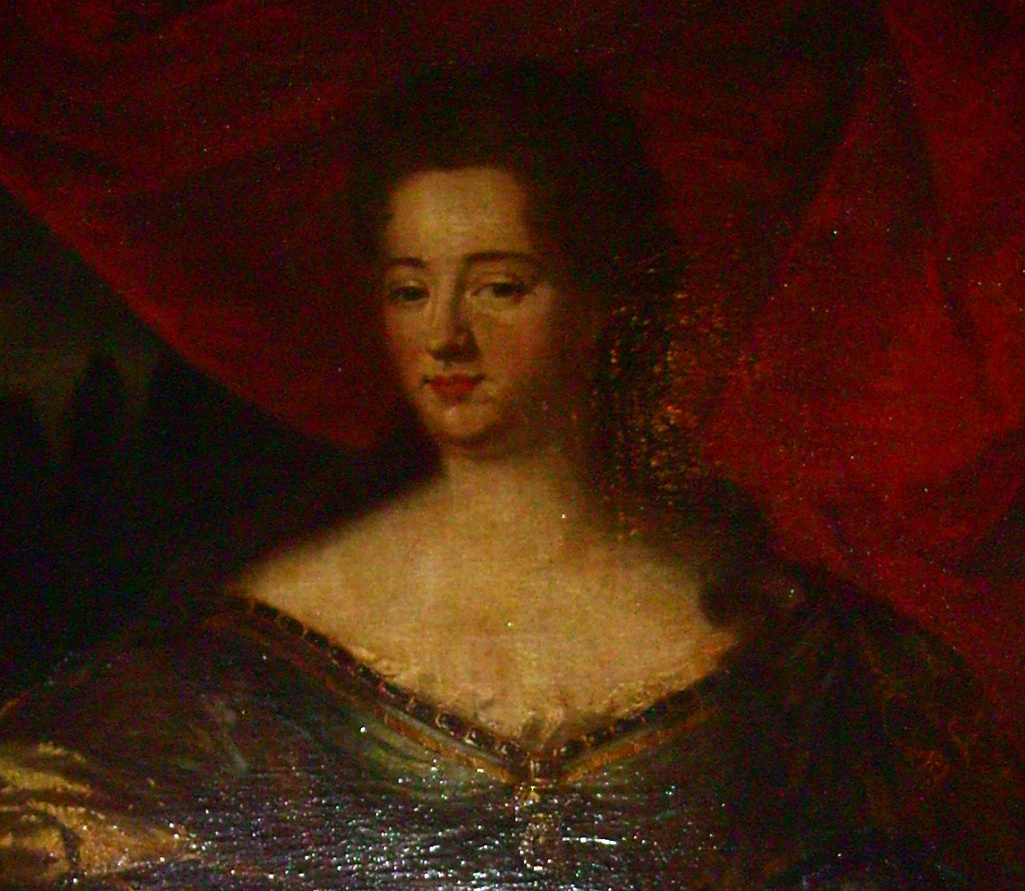
Портрет Гертруды Плеттенбергской

Обучаясь в Ватикане в 1574—1575 годах и будучи уже епископом Хильдесхаймским, Эрнст часто убегал из своей квартиры по веревочной лестнице и наслаждался бурной жизнью римских улиц, играя в кости, карты и принимая участие в любовных аферах.
Несмотря на предназначенность для духовной карьеры, Эрнст не проявлял к ней никакого интереса. Он вел себя расточительно и экстравагантно, не отказывал себе в плотских удовольствиях и был заядлым охотником. Другими интересами Эрнста были математика и астрономия, он также разбирался в музыке и искусстве. Занимая высокий пост в иерархии католической церкви, Эрнст все равно поддерживал исследования Кеплера.
Известно имя тайной возлюбленной и возможно тайной жены Эрнста: Гертруда Плеттенбергская (нем. Gertrud von Plettenberg), бывшая управляющей замками Арнсберг, Хиршберг и Гёллингхофен в Кёльнском курфюршестве.
В 1595 году Эрнст переезжает в новую резиденцию в Арнсберге, городе, где живёт его возлюбленная. В 1605 году он построил для неё городской дворец Ландсбергер-хоф, соединявшийся потайным ходом с резиденцией Эрнста. Гертруда и Эрнст родили двоих детей: Вильгельма Баварского, князя-аббата Ставело-Мальмеди и Катарину Баварскую.